# Kevin Hern
Kevin Ray Hern (Belton, 4 dicembre 1961) è un politico statunitense, membro della Camera dei Rappresentanti per lo stato dell'Oklahoma dal 2018.

## Biografia
Nato nel Missouri, Hern lavorò per la Rockwell International mentre studiava ingegneria aerospaziale al Georgia Institute of Technology. Dopo il disastro dello Space Shuttle Challenger lasciò il campo aerospaziale e trovò lavoro come imprenditore nel campo della ristorazione, gestendo dei punti vendita McDonald's nell'Oklahoma.
Nel 2018 entrò in politica con il Partito Repubblicano e si candidò alla Camera dei Rappresentanti per il seggio lasciato vacante dal compagno di partito Jim Bridenstine, nominato a capo della NASA. Hern riuscì ad aggiudicarsi sia le elezioni speciali indette per terminare il mandato non concluso da Bridenstine, sia le elezioni parlamentari che avrebbero assegnato il seggio ad un nuovo deputato per un mandato completo.